# Евдокија Макремволитиса
Евдокија Макремволитиса (грч. Ευδοκία Μακρεμβολίτισσα; око 1021 – 1096) била је византијска царица узастопним браковима, односно супруга царева Константина X Дуке и Романа IV Диогена.

## Биографија
Родила се као ћерка Јована Макремволитиса и нећака цариградског партријарха Михаила Керуралија. Пре 1050. се удала за Константина, пошто је Константинова прва жена, ћерка војводе Константина Даласена умрла убрзо након склапања брака. Константину је Евдокија родила седморо деце, једно је умрло у детињству, а двоје - Константин и Зоја, су рођени након што је Константин постао византијски цар 23. новембра 1059. године, дан након абдикције Исака Комнена. Евдокија је предпоставља се, већ исте године крунисана титулом августа. Када се Константин разболео у октобру 1066. године именовао је цезара Јована Дуку и патријарха Јована VIII Ксифилина за сауправнике. Након Константинове смрти 23. маја 1067. је преузела дужност регента за своје синове Михаила VII и Константина, заједно са Константиновим братом - Јованом Дуком. Михаило је био довољно стар да сам влада, али је препустио целу администрацију Евдокији која је свеједно управљала царством и учинила његову браћу савладарима.
Доказ да је она била владарка, а не само да је вршила реагенство у име свог сина говори и чињеница да се у јавној иконографији, а и на новчићима појављивала без синова, што је било необично и одступало је од праксе која се спроводила тада. Њен лик се појављивао и на сребрним и на бакарним новчићима. Један натпис на сребрном реликвијару назива је „Велика царица Римљана“ (мегале басилис тон Ромаион), што сугерише да је имала виши статус од својих синова (који су били само басилеус).
На Константиновој смртној постељи се заклела да се неће више удавати, те је чак дала затворити и протерати Романа Диогена када је посумњала у његове планове да преузме престо. Међутим, након што је закључила да би њена позиција била угрожена ако би сама остала на власти, а и чињеницама како источним границама Царства прети муслиманска инвазија, поништила је заклетву и удала се за Романа, који је имао велику популарност у војсци, али без пристанка Јована Дуке, патријарха Јована Ксифилина и Михаила VII. 25. децембра Евдокија је наградила Романа титулама стрателатес и магистрос као чин припреме за његово крунисање. Брак је склопљен 1. јануара 1068. године, а Роман је постао ко-цар под именом Роман IV, иако је Роман мало пре смрти Константина био оптужен за заверу са мађарима. Уз његову помоћ је Евдокија успела сузбити непосредну опасност. Са Романом је имала два сина - Никифора и Лава. Тада је Андроник Дука именован ко-царем од стране Романа IV. Брак са Романом, међутим, није био сретан за Евдокију, која га је сматрала превише ратоборним и амбициозним. Роман је касније почео да делује независно и да занемарује њена овлашћења, а незадовољство поводом тога је делио и одређени број чланова Сената и војске. Када је Роман заробљен од Турака Селџука у бици код Манцикерта 1071. године. Након примљених вести Сенат је 1. октобра прогласио Романа свргнутим и прогласио Евдокију и Михајла за заједничке владаре. Када се, међутим, месец дана касније, испоставило да је Роман преживио те да се враћа у Цариград, Јован Дука и Варјашка гарда су Евдокију присилили да напусти власт и повуче се у манастир, а Јован Дука је прогласио Михајла VII за јединог автократора.
Након што је Михаило VII свргнут 1078. од стране Никифора III, Евдокију је нови цар позвао из манастира у Цариград у намери да је ожени. Међутим, Јован Дука се поновно томе успротивио, па је Евдокија остала у манастиру. Датум њене смрти остаје непознат, али се зна да је умрла је као монахиња након доласка на власт Алексија I Комнена 1081. године.

## Дела
Евдокија је позната и као списатељица, односно по речнику историје и митологије кога је назвала Ἰωνιά (Кревет од љубичица). Текст је у предговору посветила Роману Диогену и у њему је наводила родослове древних богова, хероја, хероина, као и приче о филозофима. Извори које је користила су углавном исти као и каснија византијска енциклопедија Суда. Век касније ју је историчар Нићифор Григора прогласио "другом Хипатијом".